# Janvier 1746
Cette page présente les faits marquants du mois de janvier 1746.

## Événements
- 28 janvier (17 janvier du calendrier julien) : victoire de l'armée jacobite à la bataille de Falkirk[1].